# Reira Iwabuchi
Reira Iwabuchi (岩渕麗良), né le 2 avril 2001 est une snowboardeuse japonaise.

## Palmarès

### Championnats du monde
- Championnats du monde 2025 à Engadine (Suisse) :
  -  Médaille d'argent en slopestyle.
  -  Médaille de bronze en slopestyle.

### Coupe du monde
- 3 petits globe de cristal :
  - Vainqueur du classement big air en 2019, 2020 et 2023.
- 18 podiums : 9 victoires.

#### Détails des victoires
| Épreuve / Édition | Big air           | Slopestyle |
| ----------------- | ----------------- | ---------- |
| 2017-2018         | Copper Mountain   |            |
| 2018-2019         | Cardrona Modena   |            |
| 2019-2020         | Modena Atlanta    |            |
| 2020-2021         |                   | Silvaplana |
| 2021-2022         | Steamboat Springs |            |
| 2022-2023         | Chur              |            |
| 2023-2024         |                   | Silvaplana |